# Джапаридзе, Иван Давыдович
Иван Давыдович Джапаридзе (1 [13] января 1867 или 1 января 1867 — не ранее 1918 или 1934, Париж) — российский военный деятель, полковник, начальник Грозненского округа Терской области.

## Биография
Окончил военную прогимназию. Начал службу 1 сентября 1885 года. Выпускник 2-го военного Константиновского училища. Служил в 150-м Таманском пехотном полку. В 1901 году ему было присвоено звание капитана. В 1903 году был назначен Озургетским уездным начальником. В 1905—1910 годах служил в Кавказском военном округе. Затем был уволен в запас и назначен начальником Веденского округа. В 1911 году ему было присвоено звание подполковника. В том же году стал начальником Хасавюртовского округа, а в 1914 году стал начальником Грозненского округа. После начала Первой мировой войны стал одним из организаторов формирования Чеченского конного полка. 6 мая 1915 года за отличия в службе ему было присвоено звание полковника. В 1916 году ему было выражено высочайшее благоволение.
В 1918 году начал службу в грузинской армии, в которой имел звание генерал-майора. Затем эмигрировал во Францию. Скончался в Париже. Похоронен на кладбище в Лёвиль-сюр-Орж.